# Steven M. Greer

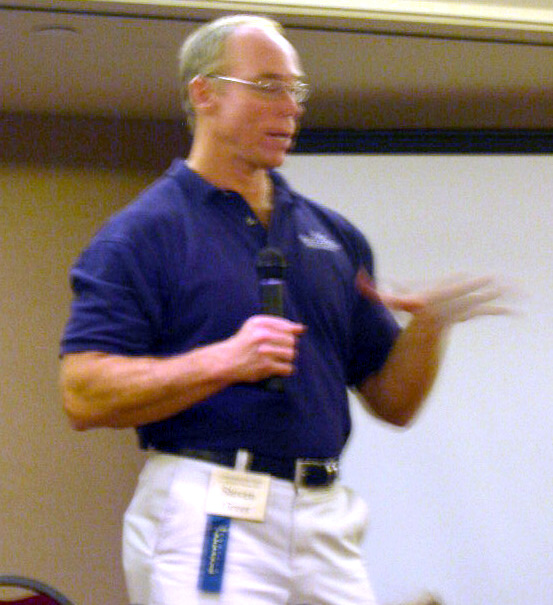
Steven Macon Greer (2007)

Steven Macon Greer (geb. 28. Juni 1955 in Charlotte (North Carolina)) ist ein US-amerikanischer Ufologe, der das Center for the Study of Extraterrestrial Intelligence (CSETI) und das Disclosure Project gegründet hat, das sich um die Offenlegung von angeblich geheimen UFO-Informationen bemüht.

## Leben und Herkunft
Greer wurde 1955 in Charlotte, North Carolina, geboren. Er behauptet, er habe ein unbekanntes Flugobjekt aus nächster Nähe gesehen, als er acht Jahre alt war. Er behauptet ferner, er habe ein weiteres UFO gesehen, als er 35 Jahre alt war. Greer wurde als Lehrer für Transzendentale Meditation ausgebildet und war Leiter einer Meditationsorganisation. Er erwarb 1982 einen B.S. in Biologie an der Appalachian State University und 1987 einen M.D. am James H. Quillen College of Medicine der East Tennessee State University. Er erhielt 1989 seine medizinische Zulassung in Virginia, arbeitete als Arzt in der Notaufnahme, und ging 1998 als Arzt in den Ruhestand, um sich der Ufologie zu widmen.

## Ufologie-Karriere
Greer gründete 1990 das Center for the Study of Extra-Terrestrial Intelligence (CSETI), um eine diplomatische und forschungsbasierte Initiative zur Kontaktaufnahme mit außerirdischen Zivilisationen zu schaffen. Die Gruppe definierte CE-5 oder nahe Begegnungen der fünften Art als von Menschen initiierten Kontakt und Kommunikation mit außerirdischem Leben. Das CSETI gibt an, über 3.000 bestätigte Berichte von UFO-Sichtungen durch Piloten und über 4.000 so genannte Landespuren zu haben. Die Organisation setzt “Rapid Mobilisation Investigative Teams” ein, um so schnell wie möglich an den Landeplätzen anzukommen. CSETI hat ein Protokoll für den von Menschen initiierten Kontakt zu UFOs mit Hilfe des Bewusstseins definiert.
1993 gründete Greer das Disclosure Project, dessen Ziel es ist, das angebliche Wissen der Regierung über UFOs, außerirdische Intelligenz und fortschrittliche Energie- und Antriebssysteme öffentlich zu machen. Greer beschreibt das Disclosure Project als einen Versuch, Whistleblowern der Regierung Amnestie zu gewähren, die bereit sind, ihren Sicherheitseid zu verletzen, indem sie geheime Informationen über UFOs weitergeben. Greer behauptet, den CIA-Direktor James Woolsey bei einer Dinnerparty informiert zu haben, obwohl Woolsey die Richtigkeit von Greers Behauptung bestreitet.
Im Oktober 1994 trat Greer in Larry Kings Fernsehsendung The UFO Coverup? auf.
Im Mai 2001 hielt Greer eine Pressekonferenz im National Press Club in Washington, D.C. ab, an der 20 pensionierte Offiziere der US Air Force, der Federal Aviation Administration und des Geheimdienstes teilnahmen.

## Dokumentarfilme
Im Jahr 2013 koproduzierte Greer den Dokumentarfilm Sirius, in dem er seine Arbeit und seine Hypothesen über außerirdisches Leben, Vertuschung durch die Regierung und nahe Begegnungen der fünften Art darlegt.
Der Film wurde unter der Regie von Amardeep Kaleka gedreht, von Thomas Jane gesprochen und behandelt Greer's Buch Hidden Truth, Forbidden Knowledge von 2006. Der Film wurde am 22. April 2013 in Los Angeles, Kalifornien, uraufgeführt und enthält Interviews mit ehemaligen Regierungs- und Militärbeamten.
Sirius zeigt ein 15 cm langes menschliches Skelett, das als Atacama-Skelett bekannt ist und von dem behauptet wird, es sei ein außerirdisches Skelett. Genetische Beweise zeigten jedoch, dass es sich um einen Menschen handelte, mit genetischen Markern, die bei „indigenen Frauen aus der chilenischen Region Südamerikas“ gefunden wurden. Der Leiter des Zentrums, der die Analyse durchführte, sagte: „Es ist ein interessantes medizinisches Rätsel eines unglücklichen Menschen mit einer Reihe von Geburtsfehlern“.
2017 wurde Unacknowledged, ein per Crowdfunding finanzierter Dokumentarfilm mit Greer, veröffentlicht. Regie führte Michael Mazzola, der Sprecher war Giancarlo Esposito. Nach der Veröffentlichung auf iTunes und digitalen Plattformen am 9. Mai erreichte Unacknowledged auf diesen Plattformen international Platz 1 und in den USA Platz 2.
Close Encounters of the Fifth Kind: Contact has Begun wurde im April 2020 veröffentlicht. Der Dokumentarfilm wurde von Michael Mazzola geschrieben und gedreht und zeigt Greer, Daniel Sheehan, Jan Harzan und Russell Targ.
Der Filmkritiker Owen Gleiberman schrieb in Variety über den Film:

„... Fantasiepropaganda... eine Verschwörungsdokumentation, die auf der These aufbaut, dass der 'nationale Sicherheitsstaat' sie vor uns allen verbirgt,... [Greer ist] wie ein Computer-Nerd aus den 70ern, gespielt von John Waters mit einem Hauch von Guy Pearce.“

Der Kritiker Noel Murray schrieb in der Los Angeles Times, der Film:

„sei überlang und ausschweifend – mehr mit unzusammenhängenden Anekdoten beschäftigt, als dass er einen zwingenden Fall oder eine interessante Geschichte erzählt.“

John Defore vom Hollywood Reporter schrieb, dass der Film:

„in seiner Verrücktheit viel zu leidenschaftlich ist, um ein rein zynischer Schwindel im Stil von Scientology zu sein, dass er die letzten Jahre der Berichterstattung über UFOs auf seltsame Weise in einen irreführenden Rahmen presst und behauptet, dass Journalisten, Experten und die Regierung zusammenarbeiten, um in der Öffentlichkeit Ängste zu schüren, die die Errichtung einer Eine-Welt-Regierung rechtfertigen würden, die einen interplanetaren Krieg führen könnte, und stellt fest, dass obwohl [Greer] seit Jahrzehnten [UFOs] aus der ganzen Galaxis herbeiruft, er nie ein außerirdisches Schiff davon überzeugen kann, ein paar Meilen weiter zu reisen und für ein gutes Foto zu schweben.“